# Grand Prix Europy 2009

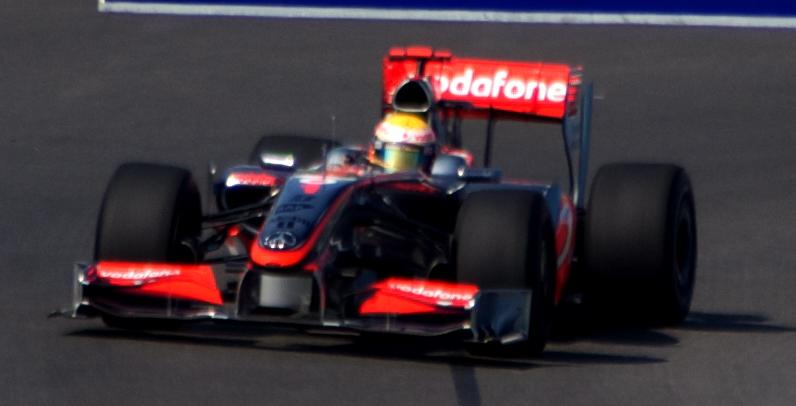
Lewis Hamilton podczas Grand Prix Europy 2009

Wyniki Grand Prix Europy, jedenastej rundy Mistrzostw Świata Formuły 1 w sezonie 2009. Wyścig został rozegrany na ulicznym torze w Walencji.

## Wyniki

### Sesje treningowe
| Sesja | Nr | Kierowca           | Konstruktor          | Czas     | Okr. |
| ----- | -- | ------------------ | -------------------- | -------- | ---- |
| 1     | 23 | Rubens Barrichello | Brawn-Mercedes       | 1:42.460 | 19   |
| 2     | 7  | Fernando Alonso    | Renault              | 1:39.404 | 33   |
| 3     | 20 | Adrian Sutil       | Force India-Mercedes | 1:39.143 | 12   |

### Kwalifikacje
| 1 | 1 | Lewis Hamilton       | McLaren-Mercedes     | 1:38.649 | 1:38.182 | 1:39.498 |
| 2 | 2 | Heikki Kovalainen    | McLaren-Mercedes     | 1:38.816 | 1:38.230 | 1:39.532 |
| 3 | 23 | Rubens Barrichello   | Brawn-Mercedes       | 1:39.019 | 1:38.076 | 1:39.563 |
| 4 | 15 | Sebastian Vettel     | Red Bull-Renault     | 1:39.295 | 1:38.273 | 1:39.789 |
| 5 | 22 | Jenson Button        | Brawn-Mercedes       | 1:38.531 | 1:38.601 | 1:39.821 |
| 6 | 4 | Kimi Räikkönen       | Ferrari              | 1:38.843 | 1:38.782 | 1:40.144 |
| 7 | 16 | Nico Rosberg         | Williams-Toyota      | 1:39.039 | 1:38.346 | 1:40.185 |
| 8 | 7 | Fernando Alonso      | Renault              | 1:39.155 | 1:38.717 | 1:40.236 |
| 9 | 14 | Mark Webber          | Red Bull-Renault     | 1:38.983 | 1:38.625 | 1:40.239 |
| 10 | 5 | Robert Kubica        | BMW Sauber           | 1:38.806 | 1:38.747 | 1:40.512 |
| 11 | 6 | Nick Heidfeld        | BMW Sauber           | 1:39.032 | 1:38.826 | -        |
| 12 | 20 | Adrian Sutil         | Force India-Mercedes | 1:39.145 | 1:38.846 | -        |
| 13 | 10 | Timo Glock           | Toyota               | 1:39.459 | 1:38.991 | -        |
| 14 | 8 | Romain Grosjean      | Renault              | 1:39.322 | 1:39.040 | -        |
| 15 | 12 | Sébastien Buemi      | Toro Rosso-Ferrari   | 1:38.912 | 1:39.514 | -        |
| 16 | 21 | Giancarlo Fisichella | Force India-Mercedes | 1:39.531 | -        | -        |
| 17 | 17 | Kazuki Nakajima      | Williams-Toyota      | 1:39.795 | -        | -        |
| 18 | 9 | Jarno Trulli         | Toyota               | 1:39.807 | -        | -        |
| 19 | 11 | Jaime Alguersuari    | Toro Rosso-Ferrari   | 1:39.925 | -        | -        |
| 20 | 3 | Luca Badoer          | Ferrari              | 1:41.413 | -        | -        |
| Poz. | Nr | Kierowca             | Konstruktor          | Q1       | Q2       | Q3       |
| \| Legenda \| Legenda \| \| ---------------- \| -------------------------------------------------------------------------------------------------------------------------------------------------------------------------------------------------------- \| \| Poz. Nr Q1 Q2 Q3 \| Pozycja zajęta w sesji kwalifikacyjnej Numer startowy kierowcy Wynik uzyskany w pierwszej części kwalifikacji Wynik uzyskany w drugiej części kwalifikacji Wynik uzyskany w trzeciej części kwalifikacji \| | |                      |                      |          |          |          |
| Legenda | |                      |                      |          |          |          |
| Poz. Nr Q1 Q2 Q3 | Pozycja zajęta w sesji kwalifikacyjnej Numer startowy kierowcy Wynik uzyskany w pierwszej części kwalifikacji Wynik uzyskany w drugiej części kwalifikacji Wynik uzyskany w trzeciej części kwalifikacji |                      |                      |          |          |          |

### Wyścig
| P                 | + / –     | Nr | Kierowca             | Konstruktor          | Okr. | Czas / Strata | Komentarz                           |
| ----------------- | --------- | -- | -------------------- | -------------------- | ---- | ------------- | ----------------------------------- |
| 1                 | 2         | 23 | Rubens Barrichello   | Brawn-Mercedes       | 57   | 1h35:51.289   |                                     |
| 2                 | 1         | 1  | Lewis Hamilton       | McLaren-Mercedes     | 57   | +0:02.358     |                                     |
| 3                 | 3         | 4  | Kimi Räikkönen       | Ferrari              | 57   | +0:15.994     |                                     |
| 4                 | 2         | 2  | Heikki Kovalainen    | McLaren-Mercedes     | 57   | +0:20.032     |                                     |
| 5                 | 2         | 16 | Nico Rosberg         | Williams-Toyota      | 57   | +0:20.870     |                                     |
| 6                 | 2         | 7  | Fernando Alonso      | Renault              | 57   | +0:27.744     |                                     |
| 7                 | 2         | 22 | Jenson Button        | Brawn-Mercedes       | 57   | +0:34.913     |                                     |
| 8                 | 2         | 5  | Robert Kubica        | BMW Sauber           | 57   | +0:36.667     |                                     |
| 9                 | Bez zmian | 14 | Mark Webber          | Red Bull-Renault     | 57   | +0:44.910     |                                     |
| 10                | 2         | 20 | Adrian Sutil         | Force India-Mercedes | 57   | +0:47.935     |                                     |
| 11                | Bez zmian | 6  | Nick Heidfeld        | BMW Sauber           | 57   | +0:48.822     |                                     |
| 12                | 4         | 21 | Giancarlo Fisichella | Force India-Mercedes | 57   | +1:03.614     |                                     |
| 13                | 5         | 9  | Jarno Trulli         | Toyota               | 57   | +1:04.527     |                                     |
| 14                | 1         | 10 | Timo Glock           | Toyota               | 57   | +1:26.519     |                                     |
| 15                | 1         | 8  | Romain Grosjean      | Renault              | 57   | +1:31.774     |                                     |
| 16                | 3         | 11 | Jaime Alguersuari    | Toro Rosso-Ferrari   | 56   | +1 okr.       |                                     |
| 17                | 3         | 3  | Luca Badoer          | Ferrari              | 56   | +1 okr.       | [ 1 ]                               |
| 18                | 1         | 17 | Kazuki Nakajima      | Williams-Toyota      | 54   | +3 okr.       | uszkodzenia wskutek pęknięcia opony |
| Niesklasyfikowani |           |    |                      |                      |      |               |                                     |
|                   |           | 12 | Sébastien Buemi      | Toro Rosso-Ferrari   | 41   |               | hamulce                             |
|                   |           | 15 | Sebastian Vettel     | Red Bull-Renault     | 23   |               | silnik                              |
| P                 | + / –     | Nr | Kierowca             | Konstruktor          | Okr. | Czas / Strata | Komentarz                           |

### Najszybsze okrążenie
| Nr | Kierowca   | Konstruktor | Czas     | Okr. |
| -- | ---------- | ----------- | -------- | ---- |
| 10 | Timo Glock | Toyota      | 1:38.683 | 55   |

## Lista startowa
| Nr | Kierowca             | Zespół                       | Samochód          | Silnik               | Opony |
| -- | -------------------- | ---------------------------- | ----------------- | -------------------- | ----- |
| 1  | Lewis Hamilton       | Vodafone McLaren Mercedes    | McLaren MP4-24    | Mercedes-Benz FO108W | B     |
| 2  | Heikki Kovalainen    | Vodafone McLaren Mercedes    | McLaren MP4-24    | Mercedes-Benz FO108W | B     |
| 3  | Luca Badoer          | Scuderia Marlboro Ferrari    | Ferrari F60       | Ferrari 056          | B     |
| 4  | Kimi Räikkönen       | Scuderia Marlboro Ferrari    | Ferrari F60       | Ferrari 056          | B     |
| 5  | Robert Kubica        | BMW Sauber F1 Team           | BMW F1.09         | BMW P86/9            | B     |
| 6  | Nick Heidfeld        | BMW Sauber F1 Team           | BMW F1.09         | BMW P86/9            | B     |
| 7  | Fernando Alonso      | ING Renault F1 Team          | Renault R29       | Renault RS27-2009    | B     |
| 8  | Romain Grosjean      | ING Renault F1 Team          | Renault R29       | Renault RS27-2009    | B     |
| 9  | Jarno Trulli         | Panasonic Toyota Racing      | Toyota TF109      | Toyota RVX-09        | B     |
| 10 | Timo Glock           | Panasonic Toyota Racing      | Toyota TF109      | Toyota RVX-09        | B     |
| 11 | Jaime Alguersuari    | Scuderia Toro Rosso          | Toro Rosso STR04  | Ferrari 056          | B     |
| 12 | Sébastien Buemi      | Scuderia Toro Rosso          | Toro Rosso STR04  | Ferrari 056          | B     |
| 14 | Mark Webber          | Red Bull Racing              | Red Bull RB5      | Renault RS27-2009    | B     |
| 15 | Sebastian Vettel     | Red Bull Racing              | Red Bull RB5      | Renault RS27-2009    | B     |
| 16 | Nico Rosberg         | AT&T WilliamsF1 Team         | Williams FW31     | Toyota RVX-09        | B     |
| 17 | Kazuki Nakajima      | AT&T WilliamsF1 Team         | Williams FW31     | Toyota RVX-09        | B     |
| 20 | Adrian Sutil         | Force India Formula One Team | Force India VJM02 | Mercedes-Benz FO108W | B     |
| 21 | Giancarlo Fisichella | Force India Formula One Team | Force India VJM02 | Mercedes-Benz FO108W | B     |
| 22 | Jenson Button        | Brawn GP Formula One Team    | Brawn BGP 001     | Mercedes-Benz FO108W | B     |
| 23 | Rubens Barrichello   | Brawn GP Formula One Team    | Brawn BGP 001     | Mercedes-Benz FO108W | B     |
| Nr | Kierowca             | Zespół                       | Samochód          | Silnik               | Opony |

## Klasyfikacja po wyścigu

### Kierowcy
| P  | +/− | Kierowca             | Starty | Punkty | P1 | P2 | P3 | PP | NO | NS |
| -- | --- | -------------------- | ------ | ------ | -- | -- | -- | -- | -- | -- |
| 1  | 0   | Jenson Button        | 11     | 72     | 6  | -  | 1  | 4  | 2  | -  |
| 2  | +2  | Rubens Barrichello   | 11     | 54     | 1  | 3  | 1  | -  | 2  | 1  |
| 3  | −1  | Mark Webber          | 11     | 51,5   | 1  | 3  | 2  | 1  | 1  | -  |
| 4  | −1  | Sebastian Vettel     | 11     | 47     | 2  | 2  | 1  | 3  | 1  | 3  |
| 5  | 0   | Nico Rosberg         | 11     | 29,5   | -  | -  | -  | -  | 1  | -  |
| 6  | +2  | Lewis Hamilton       | 11     | 27     | 1  | 1  | -  | 1  | -  | -  |
| 7  | +2  | Kimi Räikkönen       | 11     | 24     | -  | 1  | 2  | -  | -  | 2  |
| 8  | −2  | Jarno Trulli         | 11     | 22,5   | -  | -  | 2  | 1  | 1  | 2  |
| 9  | −2  | Felipe Massa         | 9      | 22     | -  | -  | 1  | -  | 1  | 2  |
| 10 | 0   | Timo Glock           | 11     | 16     | -  | -  | 1  | -  | 1  | -  |
| 11 | 0   | Fernando Alonso      | 11     | 16     | -  | -  | -  | 1  | 1  | 1  |
| 12 | 0   | Heikki Kovalainen    | 11     | 14     | -  | -  | -  | -  | -  | 5  |
| 13 | 0   | Nick Heidfeld        | 11     | 6      | -  | 1  | -  | -  | -  | -  |
| 14 | +1  | Robert Kubica        | 11     | 3      | -  | -  | -  | -  | -  | 2  |
| 15 | −1  | Sébastien Buemi      | 11     | 3      | -  | -  | -  | -  | -  | 3  |
| 16 | 0   | Sébastien Bourdais   | 9      | 2      | -  | -  | -  | -  | -  | 3  |
| 17 | 0   | Giancarlo Fisichella | 11     | -      | -  | -  | -  | -  | -  | 1  |
| 18 | +1  | Adrian Sutil         | 11     | -      | -  | -  | -  | -  | -  | 2  |
| 19 | −1  | Kazuki Nakajima      | 11     | -      | -  | -  | -  | -  | -  | 3  |
| 20 | 0   | Nelson Piquet Jr.    | 10     | -      | -  | -  | -  | -  | -  | 2  |
| 21 | 0   | Jaime Alguersuari    | 2      | -      | -  | -  | -  | -  | -  | -  |
| 22 | N   | Romain Grosjean      | 1      | -      | -  | -  | -  | -  | -  | -  |
| 23 | N   | Luca Badoer          | 1      | -      | -  | -  | -  | -  | -  | -  |
| P  | +/− | Kierowca             | Starty | Punkty | P1 | P2 | P3 | PP | NO | NS |

### Konstruktorzy
| P  | +/− | Konstruktor          | Starty | Punkty | P1 | P2 | P3 | PP | NO | NS |
| -- | --- | -------------------- | ------ | ------ | -- | -- | -- | -- | -- | -- |
| 1  | 0   | Brawn-Mercedes       | 22     | 126    | 7  | 3  | 2  | 4  | 4  | 1  |
| 2  | 0   | Red Bull-Renault     | 22     | 98,5   | 3  | 5  | 3  | 4  | 2  | 3  |
| 3  | 0   | Ferrari              | 21     | 46     | -  | 1  | 3  | -  | 1  | 4  |
| 4  | +1  | McLaren-Mercedes     | 22     | 41     | 1  | 1  | -  | 1  | -  | 5  |
| 5  | −1  | Toyota               | 22     | 38,5   | -  | -  | 3  | 1  | 2  | 2  |
| 6  | 0   | Williams-Toyota      | 22     | 29,5   | -  | -  | -  | -  | 1  | 3  |
| 7  | 0   | Renault              | 22     | 16     | -  | -  | -  | 1  | 1  | 3  |
| 8  | 0   | BMW Sauber           | 22     | 9      | -  | 1  | -  | -  | -  | 2  |
| 9  | 0   | Toro Rosso-Ferrari   | 22     | 5      | -  | -  | -  | -  | -  | 6  |
| 10 | 0   | Force India-Mercedes | 22     | -      | -  | -  | -  | -  | -  | 3  |
| P  | +/− | Konstruktor          | Starty | Punkty | P1 | P2 | P3 | PP | NO | NS |

## Prowadzenie w wyścigu
| Nr                              | Kierowca           | Okrążenia    | Suma |
| ------------------------------- | ------------------ | ------------ | ---- |
| 1                               | Lewis Hamilton     | 1-15, 21-36  | 31   |
| 23                              | Rubens Barrichello | 17-20, 37-57 | 25   |
| 2                               | Heikki Kovalainen  | 16           | 1    |
| \| Wykres \| \| ------ \| \| \| |                    |              |      |
| Wykres                          |                    |              |      |
|                                 |                    |              |      |